# Vlada Republike Srpske
Vlada Republike Srpske je tijelo izvršne vlasti Republike Srpske, jednog od dva bosanskohercegovačka entiteta. Funkcionira sukladno Ustavu Republike Srpske, Zakonu o Vladi Republike Srpske i podzakonskim aktima. Uredbama, odlukama, rješenjima i zaključcima brine o provedbi zakona, a za svoj je rad odgovorna  Narodnoj skupštini Republike Srpske. 

## Sastav
U sastav Vlade ulaze predsjednik Vlade, dopredsjednici i resorni ministri. 
Vlada ima šesnaest ministarstava: 
- Ministarstvo financija RS
- Ministarstvo unutarnjih poslova RS
- Ministarstvo pravde RS
- Ministarstvo uprave i lokalne samouprave RS
- Ministarstvo za ekonomske odnose i koordinaciju RS
- Ministarstvo rada i boračko – invalidske zaštite RS
- Ministarstvo trgovine i turizma RS
- Ministarstvo gospodarstva energetike i razvitka RS
- Ministarstvo prometa i veza RS
- Ministarstvo poljoprivrede šumarstva i vodoprivrede RS
- Ministarstvo za prostorno uređenje, graditeljstvo i ekologiju RS
- Ministarstvo prosvjete i kulture RS
- Ministarstvo za izbjeglice i raseljene osobe RS
- Ministarstvo zdravlja i socijalne zaštite RS
- Ministarstvo znanosti i tehnologije RS

- Ministarstvo za obitelj, mladež i šport RS.

Sjedište Vlade RS je u Banjoj Luci, a aktualni premijer je Radovan Višković.

## Poveznice
- Daytonski sporazum
- Vijeće ministara Bosne i Hercegovine
- Vlada Federacije BiH

## Vanjske poveznice
- Službena stranica  Arhivirana inačica izvorne stranice od 5. srpnja 2008. (Wayback Machine)